# 아이를랑가
아이를랑가(1002-1049)는 카후리판 왕국의 유일한 국왕이다. 재위명은 라카이 할루 스리 로케스와라 다르마왕사 아이를랑가 아난타위크라모퉁가데와이다.
카후리판 왕국은 마타람이 르와람의 우라와리(Wurawari) 왕이 약탈한 이후, 마타람 왕국 영역에 지어졌다. 그는 점점 지지를 얻었고 자신의 삼촌이 다스렸던 왕국을 수복하였으며, 자바의 가장 유명한 왕 중 히나가 되었다. 'Airlangga'는 '물을 뛰어넘는다'라는 뜻으로, 즉 그의 이름은 '물을 건너는 사람'이라는 뜻이다. 이는 그의 삶과 관련이 있는데, 그는 발리 왕실에서 태어났고, 청소년기에 발리해협을 건너 자바에 머물렀고 후에 동자바의 왕국을 통치하였다. 그는 이샤나 왕조와 와르마데와 왕조의 혈통을 모두 이어받았다.

## 초기 생애
아이를랑가는 자바계 이샤나 왕조와 발리계 와르마데와 왕조 간의 결혼을 통하여 태어났다. 모친 마헨드라타는 이샤나 왕조의 공주이자, 마타람 왕국 국왕 다르마왕사의 누이였다. 부친 우다야나 와르마데와는 와르마데와 왕조의 국왕이었다.:129–130 11세기 발리는 자바의 동맹국 혹은 속국으로, 아이를랑가의 부모의 결혼은 발리를 마타람의 영역으로 확고히 하려는 정치적 수단으로 보인다. 아이를랑가는 마라카타 팡카자(부친 사망 후 발리 왕이 됨)와 아낙 웅수(Anak Wungçu)(마라카타 사망 후 왕위 계승)라는 남동생 2명이 있었다. 후에, 아이를랑가가 세운 비문들에서 그는 이샤나 왕조의 음푸 신독(Mpu Sindok) 후손이라고 주장하였다.
그러나 아이를랑가는 우다야나의 친아들이 아니라 마헨드라다타가 신원 미상의 전 남편과 사이에 얻은 아들로, 남편과 사별 혹은 이혼하면서 마헨드라다타는 발리 국왕과 약혼하였기에 아이를랑가는 발리로 사게 되었다는 설이 있다. 사료에는 마헨드라다타의 결혼 경력이 언급되지 않기에, 한낱 추문이거나 없었던 일로 보인다. 이러한 의심이 발생한 원인은 아이를랑가가 장남이지만 발리 왕자가 못 되고 동생 2명이 왕위를 이엇기 때문인 것으로 보인다. 게다가 마헨드라다타는 아이를랑가가 10대일 때에 그를 자바로 다시 보내었다. 마헨드라다타는 발리에서 두르가 신앙을 장려하였고, 흥미롭게도 이는 후에 '미망인'이라는 뜻의 랑다(Rangda)라는 마녀의 전설과도 연결된다.
아이를랑가는 발리에서 태어나 자랐고 모친 마헨드라다타는 그를 미래의 통치자로 홍보하였다. 10대 당시 마헨드라다타는 자바의 친정으로 아이를랑가를 보내었고, 아이를랑가는 삼촌이자 국왕인 다르마왕사의 후원 하에 동자바 마타람 와투갈루(Watugaluh) 왕궁에서 교육 받았다. 아이를랑가는 외사촌이자 다르마왕사의 딸과 약혼하였고 곧 결혼할 예정이었다. 그때 마타람은 강력한 왕국으로 발리와 동맹을 맺거나 발리를 복속시켰건 것으로 보이며, 서칼리만탄에 식민지를 두었다. 다르마왕사는 스리비자야 제국의 지배에 도전함으로써 마타람을 역내 강국으로 승격시키고 싶어하였다. 990년 그는 스리비자야로 해군을 통하여 침공하였고 팔렘방을 함락하고자 하였다. 스리비자야는 사기를 회복하여 마타람 침략군을 격퇴하는데 성공하였다.
캘커타석 일명 뿌짱안 비명(Pucangan inscription)(1041)에는 11세기 초 동자바의 이샤나 왕조 왕국에 대재앙이 발생하였다고 기록되어 있다. 1006년, 속국 르와람의 우라와리 왕이 이끄는 반군이 수도 와타갈루를 파괴하였다. 이로 인해 종주국왕이자 스리 마쿠타왕사와르다나(Sri Makutawangsawardhana)의 후임 다르마왕사는 왕실 전체 및 대부분의 백성들과 함께 살해되었다. 16세였던 아이를랑가만이 간신히 탈출하는데 성공하였다. 전승에 의하면, 마타람의 '프랄라야(Pralaya, '파괴'라는 의미)'는 다르마왕사 궁전에서 아이를랑가의 결혼식이 이뤄졌을 때 이 재앙이 발생했다고 전한다.
오늘날 역사학자들은 이 침공이 마타람의 침공에 대하여 스리비자야가 가한 보복이라고 강하게 추측하고 있다. 990년 다르마왕사가 팔렘방으로 시행한 해군 원정이 실패한 이후, 스리비자야의 마하라자 스리 쿨라마니바르마데바는 마타람을 위협 요소로 보고 반란을 일으켜 마타람을 파괴하는 전략을 짠 것이었다. 르와람 국왕 우라와리는 자바 내 스리비자야의 동맹국이자 마타람의 속국이었던 것으로 보인다. 스리비자야의 지원 하에, 우라와리는 아이를랑가의 왕실 결혼이 있었을 때에 불시에 와투갈루 궁전을 약탈하고 불태웠다. 아이를랑가는 경호원 나로타마(Narottama)와 함께 서쪽 정글로 탈출하고 바나기리(Vanagiri, 오늘날 중자바 워노기리)에서 은거하였다.

## 분투 및 카후리판 건국
1019년, 한 산의 암자에서 수 년간 은거한 후, 아이를랑가는 이샤나 왕조에 충성한 관료와 섭정(regent) 후에 지지를 모아, 다르마왕사 사후에 찢어진 마타람의 통치를 받았던 영역들을 통합하기 시작하였다. 그는 권위를 강화하고 새로운 나라를 세우고 스리비자야와 강화를 맺었다. 새로운 왕국은 카후리판 왕국으로 수도는 카후리판이며,:145–147 영역은 동으로는 파수루안으로부터  서로 마디운까지 이르렀다. 1025년, 아이를랑가는 카후리판의 힘과 영향력을 확장하였고, 동시에 스리비자야 제국은 쇠퇴하였다. 아이를랑가는 종교적 관용으로 유명하였고 힌두교와 불교를 모두 후원하였다.
1035년, 아이를랑가는 스리비자야스라마(Srivijayasrama)라는 불교 사원을 세웠고 이를 왕후 다르마프라사도퉁가데위(Dharmaprasadottungadewi)에게 바쳤다. 사원 이름에 스리비자야가 들어간 것의 의미는 왕비가 스리비자야 공주로서 가까운 친척, 추정상 스리비자야 국왕 상그라마비자야퉁가바르만(Sangramavijayattungavarman)의 딸이었을 것으로 보인다. 아버지가 투옥되고 왕국이 인도 촐라(Chola)의 침공으로 대공세에 시달리면서, 왕비는 동자바로 피난하였다. 국왕은 가족과 왕국을 잃은 스리비자야 공주의 불운을 가엾게 여기고 사랑에 빠졌고 그녀를 프라메스와리(prameswari, 왕비)로 맞이하였던 것으로 보인다. 나아가 아이를랑가는 왕비와의 사이에서 태어난 딸을 카후리판의 여왕 후계자로 지목하였다. 촐라의 침공으로 인한 스리비자야의 쇠퇴는 아이를랑가에게 외국의 간섭 없이 왕국을 강화할 수 있는 기회를 선사하였다. 후에 그는 중자바와 발리까지 영토를 확장하였다. 자바 북안, 특히 수라바야와 투반은 처음으로 교역 중심이 되었다.
그의 재임 당시 고고학적 유적은 거의 남지 않았지만, 아이를랑가는 미술 특히 문학을 상당히 옹호하였다. 1035년, 궁정시인 음뿌 칸와(Mpu Kanwa)는 마하바라타 서사시에서 유래한 '카카윈 아르주나위와하(Kakawin Arjunawiwaha)'를 지었다. 이는 인드라의 화신 아르주나 이야기지만, 또한 아이를랑가의 삶을 은유로 표현한 것이었다. 아이를랑가의 삶에 대한 이야기는 페낭궁안산(Mount Penanggungan) 기슭의 벨라한 사원(Belahan Temple)에 그려졌다. 여기에 그는 가루다 위의 비슈누로 묘사되었다.
1037년, 와탄 마스(Watan Mas)에서 카후리판으로 천도하였다. 아이를랑가는 충신들에게도 자리를 주어, 나로타마는 라크랸 카누루한(Rakryan Kanuruhan, 재상), 니티(Niti)는 라크랸 쿠닝안(Rakryan Kuningan)으로 임명하였다. 켈라겐 비문(Kelagen inscription)(1037)에 의하면, 아이를랑가 역시 농경 발달에 큰 관심을 보였다. 우링인 삽타 댐(Wringin Sapta dam, 현재 좀방 리전시Jombang Regency 소재)을 축조함으로써 대규모 관개 작업에 착수하였다. 브란타스강(Brantas River)에 댐을 지음으로써 그는 주변 논에 물을 제공하였고 지역 내 수력 체계를 유지하였다.

## 퇴위 및 사망

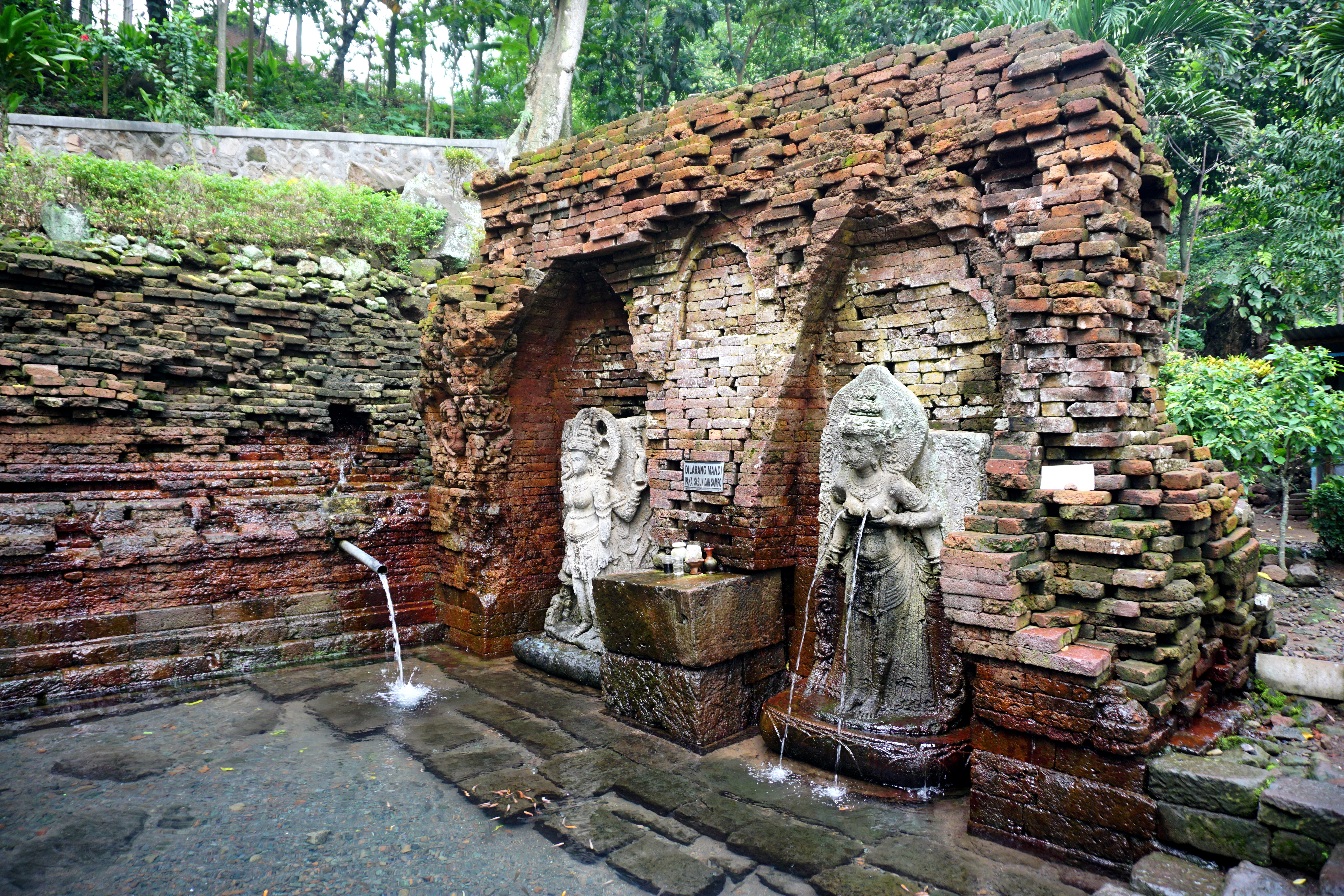
페낭궁안 산, 벨라한 사원의 분수

말기에 아이를랑가는 후계 문제에 직면하였다. 왕비와의 사이에서 낳은 딸 상라마위자야(Sangramawijaya) 공주는 여왕이 되지 못하고 비구니가 되기로 결정하였다. 왕위를 포기하고 비구니가 된 공주 이야기는 케디리 도시 서쪽 5km에 있는 클로톡산(Mount Klothok) 밑의 셀로망렝동굴(Selomangleng Cave)에 살았던 데위 킬리수치(Dewi Kilisuci) 전설과 연관되어 있다. 딸의 포기로, 상라마위자야의 남동생이자 아이를랑가와 다른 왕비 사이에서 태어난 아들 2명이 후계 구도에 올랐다. 두 사람 모두 왕위 경쟁을 벌였다.
1045년, 아이를랑가는 카후리판을 장갈라(Janggala)와 케디리 두 왕국으로 나눠 두 아들에게 주었다. 1045년, 아이를랑가 본인은 퇴위하여 칩거하였고, 유명한 승려 음뿌 바라다(Mpu Bharada)가 부여한 이름인 '레시 아지 파두카 음풍쿠 상 피나카 카트라닝 부와나(Resi Aji Paduka Mpungku Sang Pinaka Catraning Bhuwana)'라고 이름지었다. 아이를랑가가 젊어서 애써 통합한 왕국을 분할한 원인은 역사의 미스테리로 남아 있다. 일부에서는 내전을 막기 위하여 분할하였다고 주장한다. 지역 전설에 의하면 음뿌 바라다가 분할을 주도하였고, 주전자에서 물을 흘려 보내어 물이 강으로 바뀌고 두 왕국의 경계를 이뤘다고도 한다. 음뿌 바라다가 카말나무(kamal tree) 즉 타마린드(tamarind)에 걸려 넘어졌고, 화가 난 그는 카말나무에게 영원히 작게 있도록 저주를 걸었으며, 따라서 마을 이름이 키작은 타마린드나무라는 뜻의 카말 판닥(kamal pandak)이 되었다 한다.
아이를랑가는 1049년 사망하였다. 화장한 후의 재는 페낭궁안산(Mount Penanggungan) 동쪽 기슭 위 벨라한 티르타(tirtha, 성스러운 욕탕)에 뿌려졌다고 추정한다. 이곳에 있는 분수조각상 중 하나는 가루다(Garuda)위의 비슈누(Bishnu)의 모습으로 아이를랑가의 모습을 묘사하였고,:146 옆에는 데위 스리 혹은 슈리와 락슈미 두 여신상이 있어, 아이를랑가의 두 왕비를 상징한다.
아이를랑가 사후, 장갈라와 케디리(판줄루Panjalu)는 내전을 일으켜 1052년까지 전투를 계속하였다. 그해 마판지 알란중 아히예스(Mapanji Alanjung Ahyes) 판줄루 왕은 장갈라 정복에 성공하였다. 그러나 1059년 아이를랑가의 사위 사마롯사하(Samarotsaha)가 장갈라 왕위에 올랐다.

## 같이 보기
- 싱하사리 왕국
- 케디리 왕국